# Immortal Six Hundred
Les Immortal Six Hundred (littéralement en français Les Six Cents Immortels) sont 600 officiers confédérés retenus prisonniers par l'armée de l'Union en 1864-1865. À l'été 1863, la Confédération adopte une résolution stipulant que tous les soldats afro-américains capturés et les officiers des troupes de couleur ne seront pas renvoyés. La résolution autorise également l'exécution de tout officier de couleur capturé et la vente de tout soldat afro-américain capturé comme esclave. Cette résolution provoque l'échec de l'échange de soldats capturés, l'Union exigeant que tous les soldats soient traités sur un pied d'égalité. L'appellation Immortal Six Hundred signe les officiers qui ne pouvaient être échangés.

## Histoire

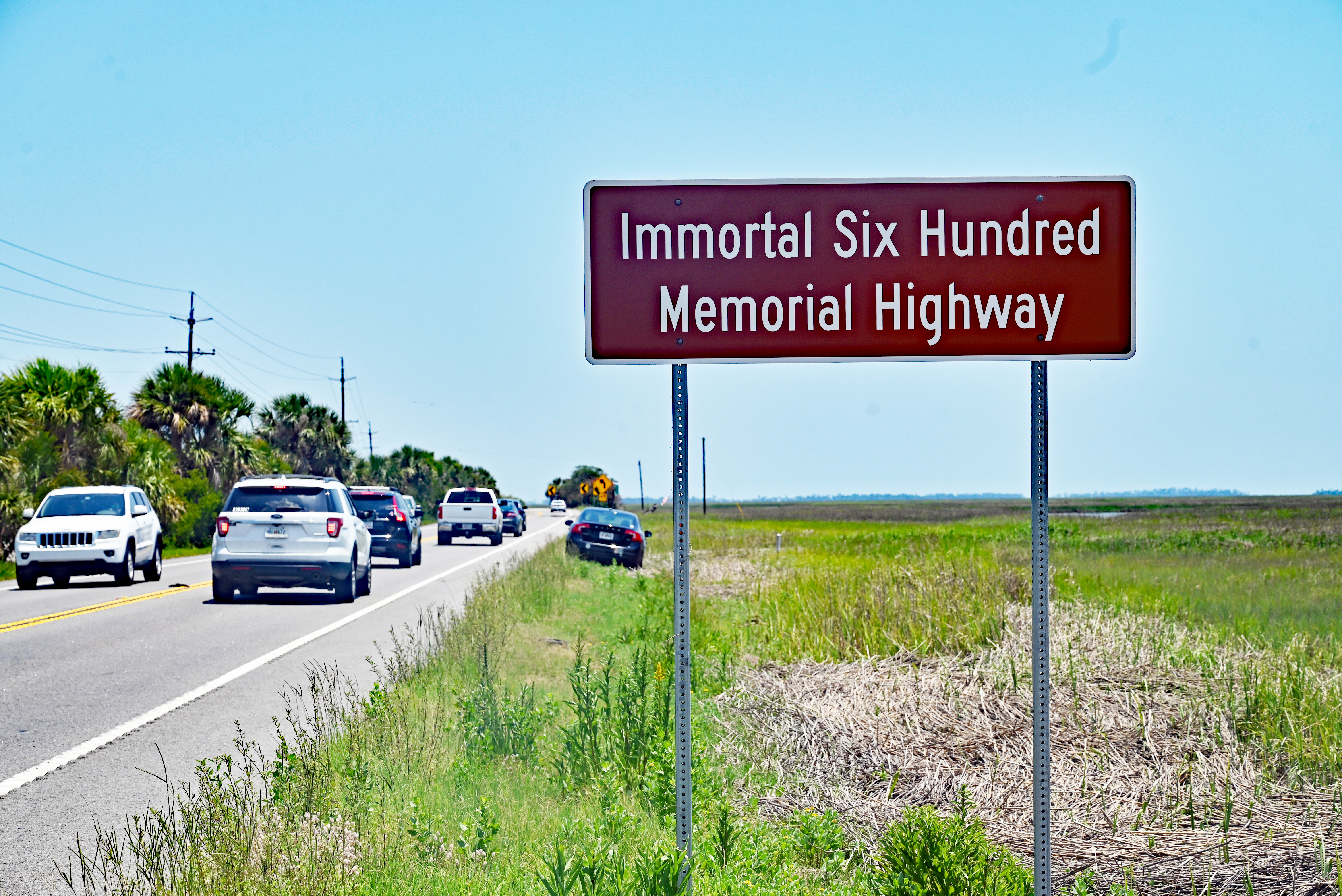

En juin 1864, l'armée confédérée emprisonne cinq généraux et quarante-cinq officiers de l'armée de l'Union dans la ville de Charleston, en Caroline du Sud, les utilisant comme boucliers humains pour tenter d'empêcher l'artillerie de l'Union de tirer sur la ville. En représailles, le Secrétaire à la Guerre des États-Unis, Edwin M. Stanton, ordonne que cinquante officiers confédérés capturés, de rangs similaires, soient emmenés à Morris Island, en Caroline du Sud, à l'entrée du port de Charleston. Les Confédérés sont débarqués sur Morris Island fin juillet de la même année.
Les Confédérés avaient initialement soutenu que Charleston ne devait pas être bombardée. La correspondance entre le major-général John G. Foster, commandant du département fédéral du Sud, et le major-général Samuel Jones, commandant du département confédéré de Caroline du Sud, de Géorgie et de Floride, indique que les Confédérés ont par la suite accepté le caractère militaire de Charleston comme cible. La correspondance a rapidement porté sur un échange de prisonniers de haut rang.
Des instructions du ministère de la Guerre parviennent à Foster fin juillet. Il coordonne alors l'échange des cinquante prisonniers le 29 juillet. L'échange des cinquante officiers a effectivement lieu le 4 août 1864. Cependant, à cette époque, Jones amène 600 prisonniers supplémentaires à Charleston, en partie pour faire pression en faveur d'un échange plus large. En représailles au traitement réservé aux prisonniers fédéraux, Foster demande qu'un nombre équivalent de prisonniers confédérés soient placés sur Morris Island. Ces hommes sont connus dans le Sud sous le nom des « Six Cents Immortels ».
À un moment donné, le général Foster planifie un échange de six cents prisonniers, mais le général Ulysses S. Grant refuse, conformément à l'ordre 252 qui stipule qu'aucun échange n'aura lieu tant que la Confédération n'accepte pas de traiter les prisonniers de guerre noirs et blancs de manière égale. Grant écrit : « En aucun cas, il ne sera autorisé à procéder à des échanges de prisonniers de guerre. »
Les prisonniers confédérés n'arrivent sur Morris Island que la première semaine de septembre 1864. Durant la même semaine, Jones (sous les ordres du lieutenant-général William J. Hardee) fait sortir les prisonniers fédéraux de Charleston. Foster ne les fait sortir de Morris Island qu'après avoir été officiellement informé de leur situation. À cette date, les 600 Immortels sont transférés à Fort Pulaski.
Trois des six cents meurent de faim à cause des rations distribuées en représailles aux conditions de vie constatées par l'Union dans les prisons confédérées d'Andersonville en Géorgie et de la prison de Salisbury en Caroline du Nord. 
A la suite d'une épidémie de fièvre jaune à Charleston, les officiers de l'Union sont retirés de la ville. En réponse, l'armée de l'Union transfère les Six Cents Immortels à Fort Pulaski, près de Savannah. Là, ils sont entassés dans les casemates du fort. Pendant 42 jours, une « ration de représailles » composée de 280 g de semoule de maïs moisie et de 0,24 L de cornichons à l' oignon aigres est la seule nourriture distribuée aux prisonniers. Les hommes affamés en sont réduits à compléter leurs rations avec un rat ou un chat errant de temps en temps. Treize hommes y meurent de maladies telles que la dysenterie et le scorbut.
À Fort Pulaski, les prisonniers créent l'« Association de secours de Fort Pulaski pour l'aide et le soulagement des prisonniers malades et défavorisés » le 13 décembre 1864. Le colonel Abram Fulkerson (en), du 63e régiment d'infanterie du Tennessee, est élu président. Selon un rapport rédigé par Fulkerson le 28 décembre 1864, les prisonniers collectent et dépensent onze dollars grâce à leurs maigres ressources.
Cinq autres des Six Cents Immortels meurent plus tard à Hilton Head Island, en Caroline du Sud. Les prisonniers restants sont renvoyés à Fort Delaware (en) le 12 mars 1865, où vingt-cinq autres périssent. 
Une tentative d'évasion notable est menée par le capitaine Henry Dickinson, du 2e régiment de cavalerie de Virginie. Lors du voyage des prisonniers vers Fort Delaware, Dickinson organise un groupe de treize officiers, dont le colonel Paul F. DeGournay, du 12e bataillon de l'artillerie de Louisiane, et le colonel George Woolfolk, pour tenter de s'échapper de la canonnière. Cependant, la tentative échoue lorsque le capitaine du navire, constatant la disparition de l'un des treize hommes, conduit les prisonniers jusqu'au brick situé sous le pont du navire.
Les prisonniers sont ainsi connus dans tout le Sud pour leur refus de prêter le serment d'allégeance sous la contrainte.